# ويليام لي
ويليام لي (بالإنجليزية: William Gregory Lee)‏ (و. 1973 – م) هو ممثل، من الولايات المتحدة الأمريكية، ولد في فيرجينيا بيتش، فيرجينيا.

## وصلات خارجية
- ويليام لي على موقع IMDb (الإنجليزية)
- ويليام لي على موقع ألو سيني (الفرنسية)
- ويليام لي على موقع أول موفي (الإنجليزية)
- ويليام لي على موقع إن إن دي بي (الإنجليزية)
- ويليام لي على موقع قاعدة بيانات الفيلم (الإنجليزية)
- ويليام لي على موقع كينوبويسك (الروسية)